# تيزي مجبر

تيزي مجبر هي قرية موجودة في بلدية قنزات، الكائنة بدائرة قنزات، بولاية سطيف الجزائرية.